# Centre d'accueil de la presse étrangère
Pour les articles homonymes, voir Cape.
Le Centre d'accueil de la presse étrangère (CAPE) est un lieu destiné à accueillir et orienter les journalistes étrangers à Paris. Il est situé jusqu'en septembre 2008, dans la maison de la Radio dans le 16e arrondissement puis dans une aile du Grand Palais dans le 8e arrondissement jusqu'en juin 2013, date de sa fermeture.

## Histoire
Le CAPE a été créé en février 2001,, en application de l'article 90 de la loi no 2000-719 du 1er août 2000 modifiant la loi no 86-1067 du 30 septembre 1986 relative à la liberté de communication, pour servir de lieu d'accueil et d'orientation des journalistes étrangers et faciliter leur travail en leur fournissant une infrastructure dotée d'équipements professionnels. Il sert également d'espace de réunion et de rencontre de la presse française et étrangère à Paris. Centre de presse international, il organise, à sa propre initiative ou en partenariat, des activités de communication ou d'information sur l'actualité nationale, européenne et internationale.
Contribuant à l'attractivité de la France et chargé d'une mission de service public, le CAPE est un groupement d'intérêt public. Cette structure favorise le partenariat entre les associations professionnelles de journalistes, les médias et les collectivités publiques. Le directeur du CAPE, François Descoueyte, et son secrétaire général, Christian Habonneau, sont respectivement mis à la disposition par le ministère des Affaires étrangères et le ministère de l'Économie, des Finances et de l'Industrie. Mais son président, Ruggero de Pas, et son vice-président, Gilles Schneider, sont des journalistes.
Initialement implanté sein de la Maison de Radio France, le CAPE disposait de 600 m2 et de deux salles de presse réservées aux correspondants étrangers ainsi qu'une salle de conférences d'une capacité de 70 places assises. Trop à l'étroit pour mener ses activités, il occupe depuis septembre 2008, une partie d'une aile du Grand Palais, dans le centre de Paris.
Créé à l'origine pour une durée de six ans, le CAPE a été prorogé en 2007 pour une durée de neuf ans. Il est fermé en juin 2013 pour des raisons financières.
Ajout , très important;   Il était animé par une quinzaine d’associations de journalistes dont l’APE (Association de la presse étrangère), le Club de la Presse Arabe (CPA), l’AJEF (Asssociation des journalistes économiques et financiers), Asia Presse, l’Union francophone, L’Association de la Presse Diplomatique….

## Directeurs successifs
- Bernard Pottier, ambassadeur
- Charles Henri d'Aragon, ambassadeur
- Patrick Bonneville, ambassadeur
- François Senemaud, ambassadeur
- Patrick Gautrat, ambassadeur
- François Descoueyte, ambassadeur